# Tretij
Tretij (in russo Третий; in italiano significa "terza") è un'isola russa, situata nella baia della Penžina all'interno del golfo di Šelichov. Amministrativamente appartiene al Penžinskij rajon del Krai di Kamčatka, nel Circondario federale dell'Estremo Oriente.

## Geografia
L'isola è lunga 8 km e larga3,7 km. Si trova 3,2 km a sud della costa di una piccola penisola che racchiude la baia Melkovodnyj (залив Мелководный). A nord dell'isola nel canale che la separa dalla terraferma c'è un piccolo isolotto di 700 m di lunghezza e 400 m di larghezza. A sud-est, a circa 30 km, c'è un gruppo di due piccole isole: Kranij (Остров Крайний 61°27′20″N 163°00′14″E) e Vtoroi (61°29′09″N 163°00′01″E).